# Diego San Román
Diego San Román (10 de noviembre de 1995, Querétaro) es un matador de toros mexicano en activo.

## Biografía
Su afición le viene gracias a su padre, que es el matador de toros Oscar San Román.
Fue alumno de la Escuela taurina de Sevilla y la Escuela taurina José Cubero Yiyo.

## Carrera profesional

### 2016
Su debut de luces fue el 12 de junio en Roquetas de Mar en la que estuvo acartelado junto a José Luis Becerra “Corruco”, Héctor Gutiérrez y Francisco de Manuel con novillos de Martin Lorca al que le corto una oreja.

### 2017
Participó en el certamen de las ventas de novilleros sin picadores, llegó a la final que se celebró el 8 de octubre estando acartelado junto a Adrián Henche, Alejandro Rodríguez y Jesús García con novillos de Jandilla.

### 2018
Debuta con caballos el 28 de enero de en León, Guanajuato (México), acartelado junto a Arturo de Alba y Héctor Gutiérrez con novillos de San Martín, salió por la puerta grande tras cortar tres orejas.

### 2019
El 9 de marzo torea en la Plaza de toros de Olivenza, el 12 de marzo resulta herido en la Plaza de toros de Valencia.
El 1 de mayo se presenta en Las Ventas junto a Fernando Plaza y Pablo Mora con novillos de Montealto.
El 3 de junio torea por primera vez en la Feria de San Isidro, estando acartelado junto a Juanito y Antonio Grande con una novillada de Fuente Ymbro siendo su resultado artístico saludos en ambos novillos.
El 5 de julio sale por la puerta grande de Pamplona abre la puerta, compartió cartel con Francisco de Manuel y Antonio Grande con novillos de pincha.
El 6 de septiembre toreo en Villaseca de la Sagra junto a los novilleros Ignacio Olmos y Rafael González con una novillada de La Quinta cortándole dos orejas y salió por la puerta grande y del mismo modo proclamándose triunfador del XX Alfarero de Oro.
El 13 de octubre se presenta en la plaza de toros de México junto a Héctor Gutiérrez, Miguel Aguilar y el rejoneador Diego Louceiro.

### 2020
Comienza la temporada el 8 de marzo en Olivenza junto a Tomás Rufo y Manuel Perera.

## Estadísticas
Novilladas con picadores toreadas por Diego San Román
| Año   | Festejos | Reses lidiadas | Orejas | Rabos | Indultos |
| ----- | -------- | -------------- | ------ | ----- | -------- |
| 2018  | 14       | 25             | 21     | 1     | 0        |
| 2019  | 25       | 51             | 23     | 2     | 0        |
| 2020  | 6        | 12             | 7      | 0     | 0        |
| Total | 45       | 88             | 51     | 3     | 0        |

## Percances
El 15 de septiembre de 2018 sufrió una grave cornada en la Feria de la Vendimia en Nimes al ser cogido por el quinto novillo de la ganadería de Piedras Negras.

## Premios
- 2019
  - Triunfador del XX Alfarero de Oro de Villaseca de la Sagra.[20][21]